# Brima
Brima este o comună din departamentul Biankouma, regiunea Dix-Huit Montagnes, Coasta de Fildeș.